# Arto Tunçboyacıyan
Arto Tunçboyacıyan (orm.: Արտո Թունչբոյաջյան) (ur. 4 sierpnia 1957 w Stambule) – turecki muzyk ormiańskiego pochodzenia. Słynny artysta folkowy i awangardowy (wokalista i multiinstrumentalista), pojawił się na ponad 200 albumach wydanych w Europie, po czym udał się do Stanów Zjednoczonych, gdzie podejmował współpracę z wieloma legendami jazzowymi, takimi jak Chet Baker, Al Di Meola i Joe Zawinul. Grał również z Paulem Winterem w zespole Earth Band. Arto ma swój własny zespół – Armenian Navy Band. Współpracował z turecką piosenkarką Sezen Aksu i grecką piosenkarką Eleftheria Arvanitaki. Jest członkiem zespołu Night Ark. Jego brat – Onno Tunç – również był muzykiem.
Jego album Aile Muhabbeti z 2001 roku został wykorzystany w ścieżkach dźwiękowych do filmów Hemşo (2001) i Mon père est ingénieur (2004).
Jednym z ostatnich przedsięwzięć Arto jest projekt Serart, który współtworzy wraz z Serjem Tankianem z System of a Down. Muzycy znaleźli wspólny język dzięki swemu ormiańskiemu pochodzeniu i zamiłowaniu do poszukiwań muzycznych, czego wynikiem jest, jak określają artyści, całkiem nowa muzyka.
Na albumie Toxicity zespołu System of a Down znajduje się ukryty utwór (tuż za utworem Aerials), na którym Arto, wraz z członkami zespołu, zagrał tradycyjny hymn Kościoła ormiańskiego, Der Voghormya [Ter wochormia] (Panie Miej Litość). Utwór ten znany jest powszechnie jako Arto. Na tym samym albumie Arto Tunçboyacıyan zagrał w utworze Science, a także użyczył swego głosu w utworze Bubbles na płycie Steal This Album!.
W roku 1998 założył zespół Armenian Navy Band, z którym nagrał jak dotąd cztery albumy, przepełnione etnicznym brzmieniem, z muzyką osadzoną w kulturach ludów azjatyckich i afrykańskich.

## Dyskografia

### Night Ark
- 1986 – Picture, RCA/Novus
- 1988 – Moments, RCA/Novus
- 1998 – In Wonderland, Polygram
- 2000 – Petals on your Path, EmArcy
- 2000 – Treasures, Traditional Crossroads

### Arto Tunçboyacıyan
- 1989 – Virgin Land, Keytone Records/Svota Music
- 1994 – Main Root, Keytone Records/Svota Music
- 1996 – Tears of Dignity (with Ara Dinkjian), Svota Music
- 1998 – Onno, Svota Music, 1998
- 1998 – Triboh (z M. P. de Vito z R. Marcotulli), PoloSud
- 1998 – Avci, Svota Music/Imaj Müzik
- 2000 – Every Day is a New Life, Living Music/Earth Music Production
- 2001 – Aile Muhabbeti, Svota Music
- 2004 – Türkçe Sözlü Hafif Anadolu Müziği, Imaj Müzik/Svota Music/Heaven and Earth
- 2005 – Artostan, Svota Music/ Heaven and Earth
- 2005 – Love Is Not in Your Mind (z Vahagn Hayrapetyan), Svota Music/Heaven and Earth

### Armenian Navy Band
- 1999 – Bzdik Zinvor, Svota Music
- 2001 – New Apricot, Svota Music
- 2004 – Sound of our life część I – "Natural Seeds", Svota Music / Heaven and Earth
- 2006 – How much is yours, Svota Music

### Serart
- 2003 – Serart (Sampler), Serjical Strike Records/Columbia
- 2003 – Serart, Serjical Strike Records/Columbia

## Współpraca
- 2001: System of a Down – Arto Tunçboyacıyan gościnnie w utworze "Science" – Toxicity
- 2001: System of a Down – Arto Tunçboyacıyan gościnnie w utworze – "Arto" – Toxicity
- 2002: System of a Down – Arto Tunçboyacıyan gościnnie w utworze – "Bubbles" – Steal This Album!

### Video
- Arto gra na butelce Coca-Coli na 2006 World Music Awards. hyevideo.com. [zarchiwizowane z tego adresu (2007-10-25)].
- Arto i Serj Tankian rozmawiają o Serart